# Lydersen-Methode
Die Lydersen-Methode ist eine Gruppenbeitragsmethode zur Abschätzung der kritischen Größen {\displaystyle T_{\text{c}}}, {\displaystyle P_{\text{c}}} und {\displaystyle V_{\text{c}}}. Die Lydersen-Methode ist Vorbild für viele neuere Modelle nach Joback, Ambrose, Constantinou und Gani u. a.
Die Lydersen-Methode basiert im Falle der Abschätzung der kritischen Temperatur auf der Guldberg-Regel, welche die kritische Temperatur in ein Verhältnis zum Normalsiedepunkt setzt.

## Bestimmungsgleichungen
- Kritische Temperatur:
{\displaystyle T_{\text{c}}={\frac {T_{\text{b}}}{0{,}567+\sum G_{\text{i}}-\left(\sum G_{\text{i}}\right)^{2}}}}
- Kritischer Druck:
{\displaystyle P_{\text{c}}={\frac {M}{\left(0{,}34+\sum G_{\text{i}}\right)^{2}}}}
- Kritisches Volumen:
{\displaystyle V_{\text{c}}=40+\sum G_{\text{i}}}

{\displaystyle T_{\text{b}}} ist der Normalsiedepunkt, {\displaystyle M} die molare Masse, {\displaystyle G_{\text{i}}} sind Gruppenbeiträge (unterschiedlich für die einzelnen Größen) für funktionelle Gruppen eines Moleküls.

## Gruppenbeiträge
| Gruppe      | Gi (Tc) | Gi (Pc) | Gi (Vc) |                    | Gruppe | Gi (Tc) | Gi (Pc) | Gi (Vc) |
| ----------- | ------- | ------- | ------- | ------------------ | ------ | ------- | ------- | ------- |
| –CH3,–CH2–  | 0,020   | 0,227   | 55,0    | >CH                | 0,012  | 0,210   | 51,0    |         |
| –C<         | —       | 0,210   | 41,0    | =CH2,=CH           | 0,018  | 0,198   | 45,0    |         |
| =C<,=C=     | —       | 0,198   | 36,0    | =C–H,=C–           | 0,005  | 0,153   | 36,0    |         |
| –CH2–(Ring) | 0,013   | 0,184   | 44,5    | >CH– (Ring)        | 0,012  | 0,192   | 46,0    |         |
| >C< (Ring)  | −0,007  | 0,154   | 31,0    | =CH–,=C<,=C=(Ring) | 0,011  | 0,154   | 37,0    |         |
| –F          | 0,018   | 0,224   | 18,0    | –Cl                | 0,017  | 0,320   | 49,0    |         |
| –Br         | 0,010   | 0,500   | 70,0    | –I                 | 0,012  | 0,830   | 95,0    |         |
| –OH         | 0,082   | 0,060   | 18,0    | –OH(Aromat)        | 0,031  | −0,020  | 3,0     |         |
| –O–         | 0,021   | 0,160   | 20,0    | –O– (Ring)         | 0,014  | 0,120   | 8,0     |         |
| >C=O        | 0,040   | 0,290   | 60,0    | >C=O (Ring)        | 0,033  | 0,200   | 50,0    |         |
| HC=O–       | 0,048   | 0,330   | 73,0    | –COOH              | 0,085  | 0,400   | 80,0    |         |
| -COO-       | 0,047   | 0,470   | 80,0    | -NH2               | 0,031  | 0,095   | 28,0    |         |
| >NH         | 0,031   | 0,135   | 37,0    | >NH(Ring)          | 0,024  | 0,090   | 27,0    |         |
| >N          | 0,014   | 0,170   | 42,0    | >N–(Ring)          | 0,007  | 0,130   | 32,0    |         |
| –CN         | 0,060   | 0,360   | 80,0    | -NO2               | 0,055  | 0,420   | 78,0    |         |
| –SH,–S–     | 0,015   | 0,270   | 55,0    | –S– (Ring)         | 0,008  | 0,240   | 45,0    |         |
| =S          | 0,003   | 0,240   | 47,0    | >Si<               | 0,030  | 0,540   | —       |         |
| –B<         | 0,030   | —       | —       |                    |        |         |         |         |

## Beispielrechnung
Aceton wird in zwei unterschiedliche Fragmente zerlegt, eine Carbonylgruppe und zwei Methylgruppen. Für das kritische Volumen ergibt sich folgende Rechnung:
{\displaystyle V_{\text{c}}=40+60{,}0+2\cdot 55{,}0=210~\mathrm {cm^{3}} }
In der Literatur finden sich Werte von 215,90 cm3, 230,5 cm3 und 209,0 cm3.